# Aglais extrema
Aglais extrema är en fjärilsart som beskrevs av Schonfelder 1925. Aglais extrema ingår i släktet Aglais och familjen praktfjärilar. Inga underarter finns listade i Catalogue of Life.